# Тодд, Уолтер Эдмонд Клайд
Уолтер Эдмонд Клайд Тодд (1874—1969) — американский орнитолог. Наиболее известен как W.E. Clyde Todd.

## Биография
В 1891 оставил учёбу в Женева-колледже и стал работать с Клинтоном Хартом Мерриемом в Министерстве сельского хозяйства США. Его первым заданием на новом месте было каталогизировать коллекцию птичьих желудков, которые хранились в алкоголе. В Вашингтоне он познакомился со многими ведущими учёными, включая Роберта Риджуэя, который стал кумиром Тодда.
Специализировался на Арктике, которую пришлось выбрать из-за того, что работая в Вашингтоне, учёный заразился малярией, что препятствовало исследовательской деятельности в тропиках, но изучал и птиц других регионов. Прежде, чем написать работу «Birds of the Labrador Peninsula», он поучаствовал в двух десятках экспедиций. За свои исследования получил Премию Брюстера (орнитологический Пулитцер) в 1925 и 1967 годах. Стал автором книги «Birds of Western Pennsylvania» (1940). Посмертно был опубликован памфлет Тодда «Birds of the Buffalo Creek Region».
В 1942 году он купил землю около фермы своего деда, где провёл детство и сделал своё первое значительное орнитологическое открытие. Если бы он не стал владельцем этой земли, лес был бы вырублен. Тодд вложил много сил и личных средств в создание на этом участке резервата и его расширение. Сегодня это Todd Nature Reserve.
Одюбоновское общество Западной Пенсильвании (ASWP) учредило награду имени учёного, назвав его личностью, внёсшей выдающийся вклад в сохранение природы западной части Пенсильвании.